# 일본의 황위 계승 순위
일본의 현재 천황은 일본 황실의 나루히토이며, 황위 계승 순위 1위는 아키시노노미야 후미히토 친왕이다.
황실전범에 따라 황족 여성은 황위 계승권을 가질 수 없으며 황족 남성만이 황위 계승권을 갖는다.

## 2020년 황위 계승 절차
일본국 정부는 2019년 4월 30일에 아키히토 천황의 퇴위에 따라 5월 1일에 즉위하는 나루히토 황태자의 즉위식을 같은해 10월 22일 열기로했다.
2018년 3월 30일 수상관저에서 천황 퇴위 및 즉위식 준비위원회를 열고 이 같이 결정했다고 스가 요시히데 내각관방장관이 정례브리핑에서 전했다.
이를 위해 일본 정부는 내각총리대신을 위원장으로 하는 즉위식위원회를 올가을에 발족할 방침이다.
나루히토 황태자의 즉위 후, 황위 계승 1순위가 되는 아키시노노미야 후미히토 친왕의 황사(皇嗣, 다음 황위 계승자) 즉위를 알리는 행사를 2020년 4월 19일에 하기로 했으나, 코로나19로 인해 연기되었다가 10월 8일에 내각총리대신인 스가 요시히데를 위원장으로 황위 계승에 관한 식전위원회에서 11월 8일에 정식 황위 계승자를 지명하기로 했다.

## 황위 계승 순위
- 쇼와 천황
  -  아키히토
    -  나루히토
    - (1) 아키시노노미야 후미히토 친왕 (1965년)
      - (2) 아키시노노미야 히사히토 친왕 (2006년)

  - (3) 히타치노미야 마사히토 친왕 (1935년)

## 같이 보기
- 일본 천황
- 제위계승